# Montecoral
Montecoral, teils auch als Monte Coral bezeichnet, ist eine Ortschaft in Uruguay.

## Geographie
Montecoral befindet sich auf dem Gebiet des Departamento Florida in dessen Sektor 7. Nächstgelegene Ansiedlungen sind Estación Capilla del Sauce, Capilla del Sauce und Pueblo Ferrer im Nordosten. Während das Gebiet nördlich des Ortes als Cuchilla del Rosario bezeichnet wird, erstreckt sich südlich die Cuchilla de Mansavillagra.

## Infrastruktur
Durch den Ort führt die Ruta 6.

## Einwohner
Die Einwohnerzahl von Montecoral beträgt 51 (Stand: 2011), davon 27 männliche und 24 weibliche.
| Jahr | Einwohner |
| ---- | --------- |
| 1963 | 143       |
| 1975 | 154       |
| 1985 | 97        |
| 1996 | 89        |
| 2004 | 98        |
| 2011 | 51        |

Quelle: Instituto Nacional de Estadística de Uruguay